# ゼンタングル
ゼンタングル(英: zentangle)は、簡単な模様を繰り返し描くことで抽象絵画を作成するペン画のメソッドである。ZentangleのZenは「禅」を意味し、アートに瞑想の要素を取り入れ、メソッドに従って作業に没頭することで自然に高い意識レベルに到達できるとされている。アメリカマサチューセッツ州のリック・ロバーツとマリア・トーマスによって2004年に開発され、商標登録されたメソッドであり、趣味の作画以外にもアートセラピーなどのリラクゼーションに利用されている。

## メソッド
ゼンタングル作品は基本となる5種類（点、直線、曲線、S字曲線、円）のストリング（線）を使ってタイル（画用紙）の空間を分割し、ストリングの交錯によって生じたセクション（区画）をタングル（パターン、模様）で埋めていくことで作成される。定型となるタングルは用意されているが、自分なりにアレンジしたりオリジナルのタングルを使用したりして描画できる。
基本的な考え方として次のような要素がある。
- 複雑そうに見えるが簡単な図形の繰り返しで構成されており、芸術的な素養や知識は要求されない。他者の作品と比較する必要はなく、自分の流儀を完成させるように努力する。
- 抽象的で上下が無く、どの方向から見ても描いても構わない。計画的に描くことを故意に控え、その時々の直感に従って描く。
- 正解や失敗という概念はない。消しゴムなどによる手直しはせず、間違いや不本意な完成は経験として次作に活かす。
- 短い時間では瞑想の効果が得られないため、一定の時間を取って、意識を集中して描く。

## 画材
公式メソッドでは8.9×8.9センチメートルの専用用紙（ホワイトタイル）を使用する。また、直径11.4センチメートルの円形のタイルがあり、このタイルを使って作成される同心円状の構図の作品は曼荼羅になぞらえてゼンダラ(zendala)と呼ばれる。最低限の道具として鉛筆1本があれば制作可能ではあるが、公式メソッドでは他にミリペンとパステル色鉛筆の使用を推奨している。練習用のスケッチブックやゲルインクボールペンなど、公式メソッドの画材を使わない作品はゼンタングル・インスパイア・アート(ZIA)と呼ばれ区別される。